# Pinhalão
Pinhalão este un oraș în Paraná (PR), Brazilia.